# شارلوته فون شتاين
شارلوته فون شتاين (بالألمانية: Charlotte von Stein)‏ هي مساعدة شخصية ألمانية، ولدت في 25 ديسمبر 1742 في أيسناخ في ألمانيا، وتوفيت في 6 يناير 1827 في فايمار في ألمانيا.

## وصلات خارجية
- شارلوته فون شتاين على موقع الموسوعة البريطانية (الإنجليزية)
- شارلوته فون شتاين على موقع ميوزك برينز (الإنجليزية)
- شارلوته فون شتاين على موقع إن إن دي بي (الإنجليزية)